# Мальований Едуард Миколайович
Едуа́рд Микола́йович Мальо́ваний — старшина Збройних сил України.

## Бойовий шлях
Народився в Росії, місто Єфремов. Був в складі миротворчих місій у Югославії, Лівані, Африці. Служив в 95-й бригаді. Брав участь у подіях Революції Гідності, прийшов після першого розгону студентів.
Брав участь у боях на сході України в складі батальйону «Київська Русь». У бою за 5 км від Фащівки в складі групи з 15 вояків із БТРом ліквідували терористів з гранатометом та автомобілем. 15 серпня 2014-го в бою куля снайпера вибила йому око — БТР вирвався на 20 м уперед, Едуард повів за собою 26 осіб, на відкритій місцевості зазнав поранення. У тому ж бою під Дебальцевим загинув комбат Олександр Гуменюк.

## Нагороди
За особисту мужність, сумлінне та бездоганне служіння Українському народові, зразкове виконання військового обов'язку відзначений — нагороджений
- орденом За мужність III ступеня (3.11.2015).

Указом Президента України № 336/2016 від 19 серпня 2016 року нагороджений ювілейною медаллю «25 років незалежності України».